# Babodînka, Troițke
Babodînka (în ucraineană Бабодинка) este un sat în comuna Novooleksandrivka din raionul Troițke, regiunea Luhansk, Ucraina.